# Casa de Alexander Brown
La Casa de Alexander Brown es una mansión ubicada en la ciudad de Syracuse, en el estado de Nueva York (Estados Unidos). Ubicada en el 726 West Onondaga Street, es una mansión románica richardsoniana en piedra arenisca de Pottsdam tejas españolas construida en 1895. Fue el hogar de Alexander T. Brown, inventor y cofundador de Franklin Motors y Brown-Lipe-Chapin Company, una empresa absorbida por General Motors.

## Descripción
Brown fue un exitoso inventor y fabricante. Su especialidad fueron las transmisiones adaptadas de los desviadores de cadena de bicicletas, pero también es conocido por inventar el carro de cambio que permitía que las máquinas de escribir tuvieran múltiples carcasas o fuentes, patentó una escopeta de retrocarga que se convirtió en Hunter Arms y agregó tecnología doméstica. Añadió características de ingeniería a la casa como un tragaluz cubierto de tejas de vidrio en forma de terracota para traer luz natural al ático, un elevador hidráulico del sótano al ático y un sistema de limpieza por aspiración en toda la casa.
Se sabe que la cochera de 510 m² tenía capacidad para diez automóviles y se instaló un elevador de automóviles. Esto con el fin de llevar a su taller los proyectos en los que estaba trabajando. Tuvo la mayor colección de armamento militar en manos privadas de la época y también se sabe que tenía un oso vivo en lo que alguna vez fue un establo.
La casa figura en la lista de Castillos en los Estados Unidos y fue incluida en el Registro Nacional de Lugares Históricos en 1988.